# Сан-Салвадор (Одемира)
Сан-Салвадор (порт.  São Salvador) — фрегезия (район) в муниципалитете Одемира округа Бежа в Португалии. Территория — 164,4 км². Население — 3285 жителей. Плотность населения — 20 чел/км².